# Ricinoides leonensis
Espèce
Ricinoides leonensis est une espèce de ricinules de la famille des Ricinoididae.

## Distribution
Cette espèce est endémique de Sierra Leone. Elle se rencontre vers Bo.

## Description
Le mâle holotype mesure 5 mm.

## Étymologie
Son nom d'espèce, composé de leon[e] et du suffixe latin -ensis, « qui vit dans, qui habite », lui a été donné en référence au lieu de sa découverte, la Sierra Leone.

## Publication originale
- Legg, 1978 : Two new ricinuleids from W. Africa (Arachuida: Ricinulei) with a key to the adults of the genus Ricinoides. Bulletin of the British Arachnological Society, vol. 4, no 2, p. 89-99.